# Crossotus sublineatus
Crossotus sublineatus är en skalbaggsart som beskrevs av Raffaello Gestro 1892. Crossotus sublineatus ingår i släktet Crossotus och familjen långhorningar.
Artens utbredningsområde är:
- Djibouti.
- Kenya.
- Mali.
- Niger.

Inga underarter finns listade i Catalogue of Life.